# Philipp Strauch
Philipp Theodor Strauch (em russo:  Филип Александрович Штраух; São Petersburgo, 8 de agosto de 1862 — 3 de novembro de 1924) foi um velejador russo, medalhista olímpico. Ele competiu nos Jogos Olímpicos de Verão de 1912 na classe 10 Metre e conquistou a medalha de bronze na disputa a bordo do Gallia II com Esper Beloselsky, Ernst Brasche, Karl Lindholm, Nikolay Pushnitsky, Aleksandr Rodionov e Joseph Heinrich von Schomacker.